# 奧克 (伊利諾伊州)
奧克（英語：Oak）是位於美國伊利諾伊州波普縣的一個非建制地區。該地的面積和人口皆未知。

## 地理
奧克的座標為37°34′35″N 88°31′04″W / 37.57639°N 88.51778°W，而該地的平均海拔高度為232米（即761英尺）。